# Liste der Bischöfe von Alatri
Die folgenden Personen waren Bischöfe von Alatri (Italien):
- Pascasio (447–551)
- Saturnino I. (680)
- Vitale (721)
- Sebastian oder Saburro (743)
- Nino (Saturnino II. oder Leonino) (769)
- Leo I. (853–871)
- Johannes I. (875)
- Lucido (898)
- Johannes II. (920)
- Leo II. (930)
- Ildebrand (963)[1]
- Johannes III. (1059)
- Adam (1074–1080)
- Lambert (1090–1108?)
- Adam (ca. 1110?)
- Crescenzio I. (1113–1137)
  - Pietro (1132)
- Michele (1142–1148)
- Adinolfo (1152–1173)
- Leo III. (1179–1190)
- Taddeo (1192–1217)
- Leandro (1219–1221)
- Giovanni V. (1221–1260)
- Crescenzio II. (1264–1279)
- Leonardo I. (1280–1282)
- Giacomo Tomassi-Caetani (1282–1290)
- Leonardo II. Patrasso (1290–1295)
- Rinaldo da Auxerre (1295–1296)
- Leonardo III. (1297)
- Nicolo (1298–1306)
- Paolo I. di Goffredo (1312–1342)
- Andrea I. (1344–1352)
- Paolo II. (1353–1360)
- Francesco de Meduli (1363–1381)
- Giovanni VI. (1381–1386)
- Cristoforo da Fumone (1389–1405)
- Bartolome (1406–1409)
- Giovanni VII. (1427–1456)
- Tuccio di Antonio (1457–1478)
- Giovanni de’ Rossi (1479–1493)
- Giacomo de’ Silvestri (1493–1515)
- Graziano Santucci (1516–1527)
- Cristoforo Numai (1527–1528)
- Filippo Ludovido Ercolani (1528–1535)
- Agostino Spinola (1535–1537) (Kardinal, Administrator)
- Bernardino Conti (1537–1538)
- Valerio Tartarini (1540–1545)
- Camillo Perusco (1554–1572)
- Stefano Bonucci d’Arezzo (1573–1574)
- Pietro Franchi (1574–1583)
- Ignazio Danti (1583–1586)
- Bonaventura Furlano (1586–1597)
- Luca Antonio Gigli (1597–1620)
- Francesco Campanari (1620–1632)
- Alessandro Vittrici (1632–1648)
- Michelangelo Brancavalerio (1648–1683)
- Stefano Ghirardelli (1683–1708)

- Ludovico Savageri (1729–1744)
- Giovanni Francesco Cavallini (1744–1764)
- Nicola Gagliardi (1764–1777)
- Pietro Stefano Speranza (1777–1802)
- Giuseppe Della Casa (1802–1818)
- Francesco Saverio Domeniconi (1818–1835)
- Valentino Armellini (1835–1841)
- Adriano Giampedi (1842–1850)
- Raffaele Bocci (1851–1855)
- Giuseppe Della Casa (1802–1818)
- Gaetano Rodilossi (1855–1878)
- Pietro Saulini (1878–1887)
- Francesco Giordani (1888–1902)
- Benedetto Spila (1903–1909)
- Americo Bevilacqua (1909–1915)
- Michele Izzi (1915–1917)
- Antonio Torrini (1918–1928) (auch Erzbischof von Lucca)
- Mario Toccabelli (1930–1935) (auch Erzbischof von Siena)
- Edoardo Facchini (1935–1962)
- Vittorio Ottaviani (1962–1973) (auch Bischof von Marsi)
- Umberto Florenzani (1973–1986) (auch Bischof von Anagni-Alatri)

- Fortsetzung unter Liste der Bischöfe von Anagni